# Mary Foy (política)

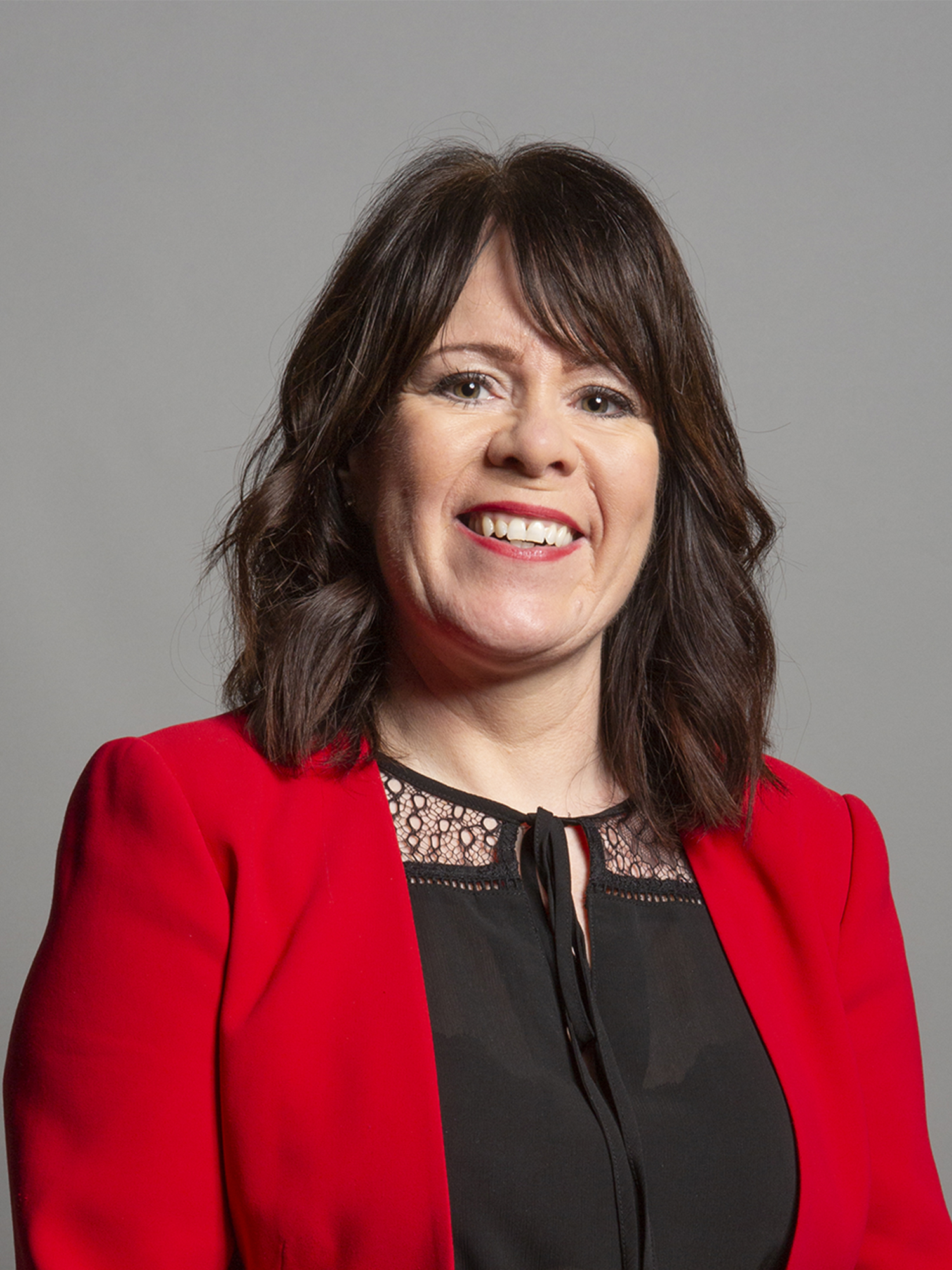
Mary Foy em 2019.

Mary Kelly Foy é uma política do Partido Trabalhista britânico. Ela foi eleita pela primeira vez como Membro do Parlamento (MP) pela cidade de Durham nas eleições gerais de 2019. Ela é conselheira do Conselho de Gateshead.

## Carreira
Foy é membro da UNISON e da Unite the Union. Ela foi trabalhadora de desenvolvimento comunitário para Durham City CVS de 2006 a 2013. Ela foi também uma assistente parlamentar do ex-parlamentar de Jarrow, Stephen Hepburn. Ela foi eleita para representar Lamesley no Conselho de Gateshead em 2006 e está no gabinete desde 2009 na área da saúde e bem-estar. Ela é presidente do partido local para Blaydon e representante regional do Fórum de Política Nacional do Partido Trabalhista.
Socialista e à esquerda do partido, a candidatura de Foy foi apoiada por vários sindicatos. Ela é membro do Grupo de Campanha Socialista do Partido Trabalhista.
Em 15 de outubro de 2020, Foy renunciou ao cargo de PPS para Andy McDonald para votar contra a proposta de Lei de Fontes Secretas de Inteligência Humana (Conduta Criminal), discordando da opção trabalhista para se abster.